# Christer Fant
Christer Michael Fant, född 10 mars 1953 i Sigtuna, Stockholms län, är en svensk skådespelare. Han är bland annat känd för att ha spelat rollen som elaka Måns i SVT:s julkalender Pelle Svanslös (1997).

## Biografi
Christer Fant är född i Sigtuna och växte upp i Stocksund med föräldrarna George Fant och Ulla af Ugglas. Fant utbildade sig på en naturvetenskaplig linje i gymnasiet och började läsa vetenskapsfilosofi och kemi på Uppsala universitet. Efter ett tag hoppade han av universitetet för att istället studera på Scenskolan i Göteborg (1976–1979).
Fant spelade betjänten Melker i Sveriges Radios julkalender Allt du önskar (2011). Han har också varit programledare för TV-programmet Guldslipsen.

### Familj
Christer Fant bor på Södermalm med sin sambo och tillsammans har de två barn.

## Filmografi (i urval)
- 1990 – Bulan
- 1991 – Sunes jul (TV-serie) (julkalender)
- 1996 – Evil Ed
- 1997 – Pelle Svanslös (TV-serie) (julkalender)
- 1998 – Pistvakt – En vintersaga (TV-serie)
- 1998 – Ivar Kreuger (TV-serie)
- 1999 – Eva & Adam (TV-serie)
- 2000 – Gossip
- 2000 – Livet är en schlager
- 2000 – Pelle Svanslös och den stora skattjakten
- 2000 – Före stormen
- 2000 – Miraklernas man
- 2000 – Stuart Little (röst som katten Monty)
- 2001 – Pusselbitar (TV-serie)
- 2001 – Sprängaren
- 2001 – Villospår
- 2001 – Eva & Adam – fyra födelsedagar och ett fiasko
- 2002 – Ramona (TV-serie)
- 2003 – Mannen som log (TV-serie)
- 2004 – Om Stig Petrés hemlighet (TV-serie)
- 2005 – Steget efter
- 2006 – Lasse-Majas detektivbyrå (TV-serie)
- 2007 – Labyrint (TV-serie)
- 2009 – Kommissarien och havet - Den mörka ängeln (TV-serie)
- 2010 – Våra vänners liv (TV-serie)
- 2011 – Gengångare
- 2012 – Coacherna (TV-serie)
- 2013 – Familjen Holstein-Gottorp (TV-serie)
- 2013 – En pilgrims död (TV-serie)
- 2016 – Bamse och häxans dotter (röst som Tagg)
- 2017–2019 – Bonusfamiljen (TV-serie)
- 2020–2021 – LasseMajas detektivbyrå (TV-serie)
- 2021 – Young Royals (TV-serie)
- 2022 – Handen på hjärtat (TV-serie)

## Teater

### Roller (ej komplett)
Källa: 
| År   | Roll                     | Produktion                                       | Regi               | Teater                   |
| ---- | ------------------------ | ------------------------------------------------ | ------------------ | ------------------------ |
| 1995 | Goole                    | Det är från polisen J.B. Priestley               | Benny Fredriksson  | Stockholms stadsteater   |
| 1998 | Oliver Dix               | Makten och härligheten David Hare                | Benny Fredriksson  | Stockholms stadsteater   |
| 1999 | Dominic Tyghe            | Enligt Amy David Hare                            | Jonas Cornell      | Stockholms stadsteater   |
| 2002 | Proba                    | Som ni vill ha det William Shakespeare           | Johanna Garpe      | Stockholms stadsteater   |
| 2006 | Fred Wahlström           | Temperance Staffan Göthe                         | Rickard Günther    | Stockholms stadsteater   |
| 2006 | Kreon                    | Medea Euripides                                  | Sara Cronberg      | Stockholms stadsteater   |
| 2008 | Lars Siggeson, riksmarsk | Mäster Olof August Strindberg                    | Lennart Hjulström  | Stockholms stadsteater   |
| 2013 | Prästen                  | Martyrer Marius von Mayenburg                    | Dritëro Kasapi     | Stockholms stadsteater   |
| 2015 | Eugen                    | Rädsla urholkar själen Irena Kraus               | Nadja Weiss        | Kulturhuset Stadsteatern |
| 2015 | Axel Läraren             | Farmor och vår Herre Hjalmar Bergman             | Maria Löfgren      | Kulturhuset Stadsteatern |
| 2016 | Svärdsmidaren            | Mio min Mio Astrid Lindgren                      | Sofia Jupither     | Kulturhuset Stadsteatern |
| 2016 |                          | Dylansällskapet Dennis Magnusson                 | Dennis Sandin      | Kulturhuset Stadsteatern |
| 2018 | Borka                    | Ronja Rövardotter Astrid Lindgren                |                    | Kulturhuset Stadsteatern |
| 2018 | Hugh Fennyman            | Shakespeare in Love Marc Norman och Tom Stoppard | Ronny Danielsson   | Kulturhuset Stadsteatern |
| 2019 | Jon / Tovas pappa        | Män kan inte våldtas Märta Tikkanen              | Lo Kauppi          | Kulturhuset Stadsteatern |
| 2021 |                          | Korten på bordet Per Naroskin                    | Sissela Kyle       | Kulturhuset Stadsteatern |
| 2021 | Farbror Robert           | Roberts Broberg- och dalbana Jonna Nordenskiöld  | Jonna Nordenskiöld | Kulturhuset Stadsteatern |

### Fotnoter
1. 1 2 3  ”Christer Fant - SFdb”. https://www.svenskfilmdatabas.se/sv/item/?type=person&itemid=253924. Läst 3 augusti 2012.
2. 1 2  ”Full fart framåt i karriären”. Dagens Nyheter. 10 mars 2013. https://www.dn.se/arkiv/familj/full-fart-framat-i-karriaren/. Läst 30 december 2022. [inloggning kan krävas]
3. ↑  ”En aktör som gillar växelbruk”. Kristianstadsbladet. 7 mars 2003. https://www.kristianstadsbladet.se/familj/en-aktor-som-gillar-vaxelbruk/. Läst 30 december 2022.
4. ↑  ”Ratsit.se”. https://www.ratsit.se/. Läst 30 december 2022.
5. ↑  ”Kulturhuset Stadsteatern – Christer Fant”. tkt.kulturhusetstadsteatern.se. https://tkt.kulturhusetstadsteatern.se/medv/medv.php?id=265. Läst 30 december 2022.
6. ↑  Pia Huss (26 september 2016). ”Dylankult. Tragikomiskt om manlig vänskap och ensamma själar”. Dagens Nyheter. https://www.dn.se/arkiv/kultur/dylankult-tragikomiskt-om-manlig-vanskap-och-ensamma-sjalar/. Läst 6 mars 2022.